# Nanoparticelle magnetiche
Le nanoparticelle magnetiche sono una classe di nanoparticelle che possono essere manipolate usando il campo magnetico.Tali particelle di solito sono costituite di elementi magnetici come ferro, nichel e cobalto e loro composti chimici. Fra queste, particolare importanza hanno assunto le nanoparticelle SPIONs (Super Paramagnetic Iron Oxide Nanoparticles), costituite da ossidi di ferro come Fe3O4 (magnetite) o γ-Fe2O3 (maghemite). Queste particelle sono state recentemente al centro di molte ricerche a causa delle loro proprietà di attrazione che potrebbero vedere il loro uso potenziale nella catalisi , in biomedicina , nell'imaging a risonanza magnetica , nell'immagazzinamento dati  e nel risanamento ambientale .

## Proprietà
Le proprietà fisiche e chimiche delle nanoparticelle magnetiche in gran parte dipendono dal metodo di sintesi e dalla struttura chimica. Nella maggior parte dei casi, le dimensioni delle particelle variano tra 1 e 100 nm e possono mostrare superparamagnetismo .

## Sintesi
I metodi stabiliti per la sintesi di nanoparticelle magnetiche comprendono:

### Co-precipitazione
La co-precipitazione è un modo facile e conveniente di sintetizzare gli ossidi di ferro (o Fe3O4 o γ-Fe2O3) da soluzioni acquose di sali di Fe2+/Fe3+ tramite l'aggiunta di una base in un ambiente inerte a temperatura ambiente o ad elevata temperatura. La dimensione, la forma e la composizione delle nanoparticelle magnetiche dipendono moltissimo dal tipo di sali utilizzati (per es. cloruri, solfati, nitrati), dal rapporto Fe2+/Fe3+, dalla temperatura di reazione, dal valore del pH e dalla forza ionica dei mezzi. 

### Decomposizione termica
I nanocristalli magnetici monodispersi di dimensioni minori possono essere sintetizzati essenzialmente attraverso la decomposizione termica di composti organometallici in solventi organici ad alta ebollizione contenenti tensioattivi stabilizzanti .

### Microemulsione
Usando la tecnica della microemulsione, sono stati sintetizzati cobalto metallico, leghe cobalto/platino e nanoparticelle di cobalto/platino ricoperte d'oro nelle micelle inverse (reverse) di bromuro cetiltrimetilammonio, usando 1-butanolo come co-tensioattivo e l'ottano come fase oleosa (oil). 

## Applicazioni
Una vasta varietà di applicazioni considerate per questa classe di particelle comprendono:

### Diagnostica e trattamenti in medicina
Le nanoparticelle magnetiche sono utilizzate in un trattamento sperimentale del cancro chiamato ipertermia magnetica per il fatto che le nanoparticelle utilizzate si riscaldano quando vengono immesse in un campo magnetico alternato.
Un altro potenziale trattamento del cancro comprende il collegamento di nanoparticelle magnetiche alle cellule tumorali che fluttueranno così liberamente, permettendo loro di essere catturate e portate fuori dal corpo. Il trattamento è stato testato su topi di laboratorio e sarà esaminato negli studi di sopravvivenza. 

### Immuno-analisi magnetica
L'immuno-analisi magnetica  (MIA) è un nuovo tipo di analisi immunologica diagnostica che utilizza granuli (beads) magnetici come traccianti (labels) in luogo dei convenzionali enzimi, radioisotopi o mezzi (moieties) fluorescenti.